# Multi-instrumentiste
 (signalé en juillet 2025).
Si vous disposez d'ouvrages ou d'articles de référence ou si vous connaissez des sites web de qualité traitant du thème abordé ici, merci de compléter l'article en donnant les références utiles à sa vérifiabilité et en les liant à la section « Notes et références ».
- Archive Wikiwix
- Bing
- Cairn
- DuckDuckGo
- E. Universalis
- Gallica
- Google
- G. Books
- G. News
- G. Scholar
- Persée
- Qwant
- (zh) Baidu
- (ru) Yandex
- (wd) trouver des œuvres sur Wikidata

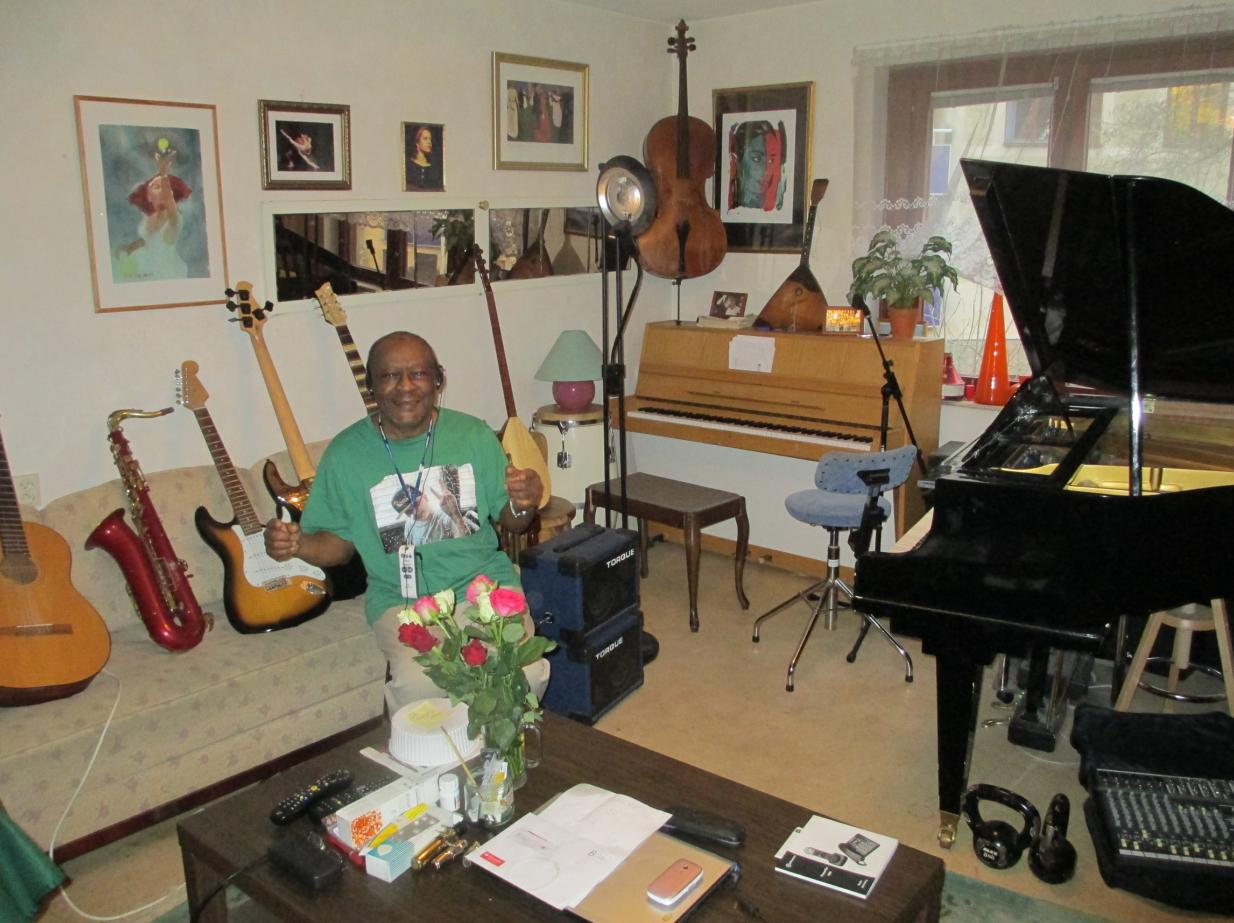
Le multi-instrumentiste Colin Dyall

Un multi-instrumentiste est un musicien qui joue de plusieurs instruments de musique.

## Dans le jazz
Cette habileté a été principalement développée par les saxophonistes des premiers big bands, qui étaient souvent appelés à doubler leur partition à la clarinette ou à la flûte, pour des raisons esthétiques ou économiques. Des arrangeurs comme Duke Ellington, Gil Evans, et plus tard Quincy Jones, par une volonté constante d'élargir les possibilités de timbres au sein d'un orchestre, ont eu à ce titre une grande part de responsabilité dans la popularisation de la pratique de différents instruments. Les explorations harmoniques qui ont accompagné la naissance du bebop ont également amené beaucoup de souffleurs à travailler d'autres instruments comme le piano ou la guitare. La plupart de ces musiciens jouaient donc de ces instruments de façon secondaire. Dans les années 1960, le free jazz a vu naître des musiciens, tels Anthony Braxton ou Rahsaan Roland Kirk, qui se sont revendiqués comme multi-instrumentistes à part entière.

## Dans le rock
À la même époque et par souci d'exploration et d'originalité, plusieurs groupes de rock des années 1960 ont compté dans leurs rangs des multi-instrumentistes notoires, qui ont ainsi pavé la voie du rock progressif. On pense entre autres à Gentle Giant, Ian Anderson de Jethro Tull ou Ian McDonald de King Crimson. Le guitariste du groupe Radiohead, Jonny Greenwood, est également un multi-instrumentiste reconnu. Trevor Rabin, connu comme guitariste de Yes, est aussi un multi-instrumentiste, jouant aussi bien des claviers que de la basse, de la guitare et des percussions, il l'a prouvé sur son album démo compilation 90124 sur lequel il joue de tous les instruments à lui tout seul. Un autre grand multi-instrumentiste est le chanteur Jon Anderson aussi du groupe Yes, sur son premier album solo intitulé Olias of Sunhillow, il a joué aussi bien des claviers que les instruments à cordes, tels que les guitares, la basse, le sitar, le bouzouki et la harpe, les percussions comme les tablas et les tambours africains, etc. Le chanteur et multi-instrumentiste américain Prince (Funk/Rock) joue et maîtrise vingt-sept instruments de musique, ainsi que Anton Newcombe, leader du Brian Jonestown Massacre, qui maîtrise plus de quatre-vingt instruments selon ses dires.
Le compositeur multi-instrumentiste anglais Mike Oldfield joue de tous les instruments (une vingtaine) sur son célèbre 1er album Tubular Bells (1973), alors qu'il était âgé de 20 ans à peine. Même chose sur son troisième album Ommadawn (1975), sur lequel il joue autant de la harpe celtique que de la guitare, de la basse, des claviers, du glockenspiel et autres percussions. Et il a aussi remit les couverts pour les albums Amarok (1990) et Return to Ommadawn (2017) pour lesquels il a joué d'une multitude d'instruments.
Certains musiciens ont repoussé les limites de la compétence musicale humaine sur différents instruments. L'artiste britannique Roy Castle a une fois établi un record du monde en jouant le même air sur quarante-trois instruments différents en quatre minutes. Brian Jones, regretté fondateur et guitariste des Rolling Stones, était bien connu pour expérimenter et utiliser divers instruments, autant occidentaux qu'exotiques. Il a joué d'une multitude d'instruments sur les albums du groupe, allant des caractéristiques traditionnelles du blues - comme l'harmonica, la guitare slide et le piano - à des plus exotiques comme le sitar, le mellotron et le dulcimer des Appalaches. Un autre multi-instrumentiste célèbre est Paul McCartney ; sur son premier album solo, McCartney, par exemple, on lui attribue le chant, la guitare acoustique, la guitare électrique, la basse, la batterie, le piano, l'orgue, les percussions, les verres à vin, le mellotron et les effets sonores; le seul autre interprète crédité est sa femme Linda qui a chanté les chœurs.

## Dans la musique classique
Dans la musique classique, plusieurs musiciens ont travaillé avec différents instruments. C'est le cas de Nicolas Hotman, Joachim Bernhard Hagen, ou Niccolò Paganini. Quelques multi-instrumentistes modernes sont Julia Fischer, Bruno Speranza-Martagão,David Munrow ou Helmut Kickton.

## Dans le Heavy Metal
De nombreux musiciens savent jouer de la plupart des instruments. Dans le Black metal, c'est le cas de Varg Vikernes (Burzum), Thomas Haugen (Emperor) et Scott Corner (Xasthur). Peter Tägtgren (Hypocrisy, Lindemann), qui maitrise la plupart des instruments a participé à de nombreux groupes différents.